# Música 8D
La música 8D o sonido 8D es una tecnología conocida por el nombre de sonido binaural. La música 8D es un tipo de sonido que produce un sonido envolvente al escucharlo con auriculares, se crea la sensación de que la música se expande a nuestro alrededor. El nombre de música 8D se ha clasificado como una técnica de marketing, porque lo que en realidad consiguen estas canciones y sonido es una sensación de 3D.
El termino moderno 8D mas que ampararse en una estrategia de marketing tiene su significado del espacio virtual de los puntos o direcciones desde donde proviene el sonido envolvente 7.1 donde normalmente existen 7 emisores de sonido esparcidos de forma horizontal al rededor del oyente y 1 punto muerto que oscila de manera vertical que se logra escuchar solo mediante ciertas técnicas sonoras, este estilo de audio no es necesariamente una onda binaural o un tono isocrónico. El termino 3D esta ligado mas los conceptos visuales, la cantidad de dimensiones y las diferentes perspectivas en un espacio, el video y el sonido siempre han ido de la mano, lo que ha llevado a que los videos Estereoscópicos (realidad virtual, 3D, 360º, 180º) tiendan a utilizar estos sonidos envolventes para complementar la inmersión. 

## Historia
La creación de este estilo se le atribuye a Hugo Zuccarelli, hombre de origen argentino, quien la desarrollo a través de holofonías en la  década de los 80. Al principio se usaba solo en hospitales psiquiátricos como experimento para tratar las convulsiones, pero se empezó a popularizar 30 años después en 2017, en formato de ondas bineurales, y en videos de YouTube.

## El efecto Haas
Este fenómeno fue expuesto por el médico Efecto Haas, el cual debe su nombre. También es conocido como efecto de prioridad o efecto de precedencia, afectando la percepción que los seres humanos tenemos al sonido, este describe cómo, a un nivel de percepción, si a nuestro cerebro llegan diversos sonidos independientes en un intervalo inferior a 50 mili segundos, este los fusiona y los capta como a uno solo. Este efecto se produce como consecuencia de que el cerebro deje de percibir la dirección e interprete los sonidos anteriores como una reverberación o eco del primero.
El cerebro hace dos tipos de interpretación:
- Teniendo en cuenta que el retraso llega en un intervalo inferior a 5 ms, este localizaría el sonido teniendo en cuenta la dirección de la cual procediera el primer de los estímulos, aún que los restantes provengan de direcciones diametralmente opuestas.
- Si el retraso se encuentra entre los 5 y los 50 ms, el oyente escucha un solo sonido, pero con el doble de intensidad y localiza la fuente a medio camino de entre todas.

Para qué se perciba el sonido desde un punto central, la señal que va con retraso tiene que ofrecer un volumen más elevado que el primero.
La curva de Haas indica la intensidad, expresada en dB, que se necesita para conseguir un equilibrio respecto al retraso de ms que hay entre dos señales. Esta curva se utiliza en ámbitos como la acústica, entre otras cosas, para garantizar el estéreo de los recintos.

## Actualidad
Esta llamada música 8D ha cogido mucha fuerza en la actualidad a través de las redes sociales como Twitter y esta causando una gran impresión (para bien o para mal) entre sus oyentes.[cita requerida]